# Mesoamerika
Mesoamerika 

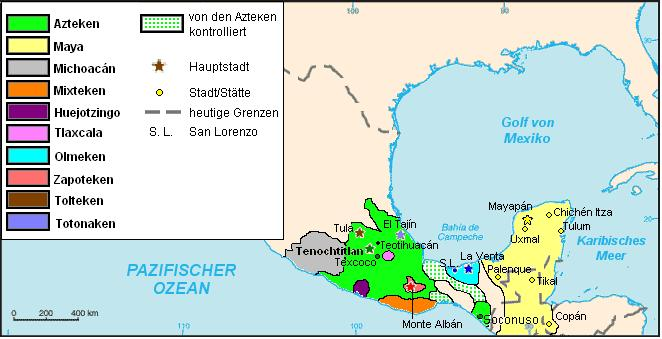
Indigene Reiche in Mesoamerika

bezeichnet eine Siedlungslandschaft und ein Kulturareal in Mittelamerika. Das Gebiet Mesoamerikas umfasst großräumige Gebiete der heutigen Staaten Mexiko, Belize, Guatemala, El Salvador, Honduras, Nicaragua und Costa Rica. Im älteren Sprachgebrauch ist für etwa dieselbe Kulturregion auch der Begriff Altmexiko gebräuchlich, insbesondere für deren vorkolumbische Geschichte, z. T. aber auch für die indianischen Kulturen der modernen Zeit.
Zu diesem Kulturareal werden die Hochkulturen der Nahua (Azteken, Tlaxcalteken und Tolteken), Boruca, Chichimeken, Huaxteken, Huicholen, Maya (Lacandonen), Mayangna, Mazateken, Mixe, Mixteken, Olmeken, Otomí, Purépecha, Totonaken und Zapoteken gezählt. Aber auch weniger bekannte Kulturen – vor allem entlang der Pazifikküste – gehören dazu: Diquís-Kultur (Costa Rica), Mokaya-Kultur (Chiapas und Guatemala), Monte-Alto-Kultur und Cotzumalhuapa-Kultur (Guatemala). Daneben existieren noch mehrere Einzelfundorte, die sich einer kulturellen Einordnung bislang weitgehend entziehen: Izapa, Takalik Abaj, Kaminaljuyu u. a.
Weitere Ethnien siehe Liste der indigenen Völker Mesoamerikas und der Karibik.

## Definition

### Archäologisch
Mesoamerika ist ein archäologisches Kulturgebiet in Mittelamerika, in dem zahlreiche präkolumbische Völker vor der spanischen Kolonisierung lebten.

### Sprachwissenschaftlich
Die Mesoamerican Linguistic Area ist ein Sprachbund, der zahlreiche Sprachen Mesoamerikas beschreibt, mit gemeinsamen syntaktischen, lexikalischen, phonologischen und ethno-linguistischen Eigenschaften. Zu diesem Sprachbund gehören Maya, Mixe-Zoque, Totonac-Tepehua und Uto-Aztekisch.

### Wirtschaftlich
Mesoamerika (MAR) ist laut OECD eine multinationale, wirtschaftsgeographische Region in Mittelamerika der Staaten Belize, Costa Rica, El Salvador, Guatemala, Honduras, Nicaragua und Panama, sowie den neun südöstlichen Staaten Mexikos (Campeche, Chiapas, Guerrero, Oaxaca, Puebla, Quintana Roo, Tabasco, Veracruz und Yucatán).

## Geographie

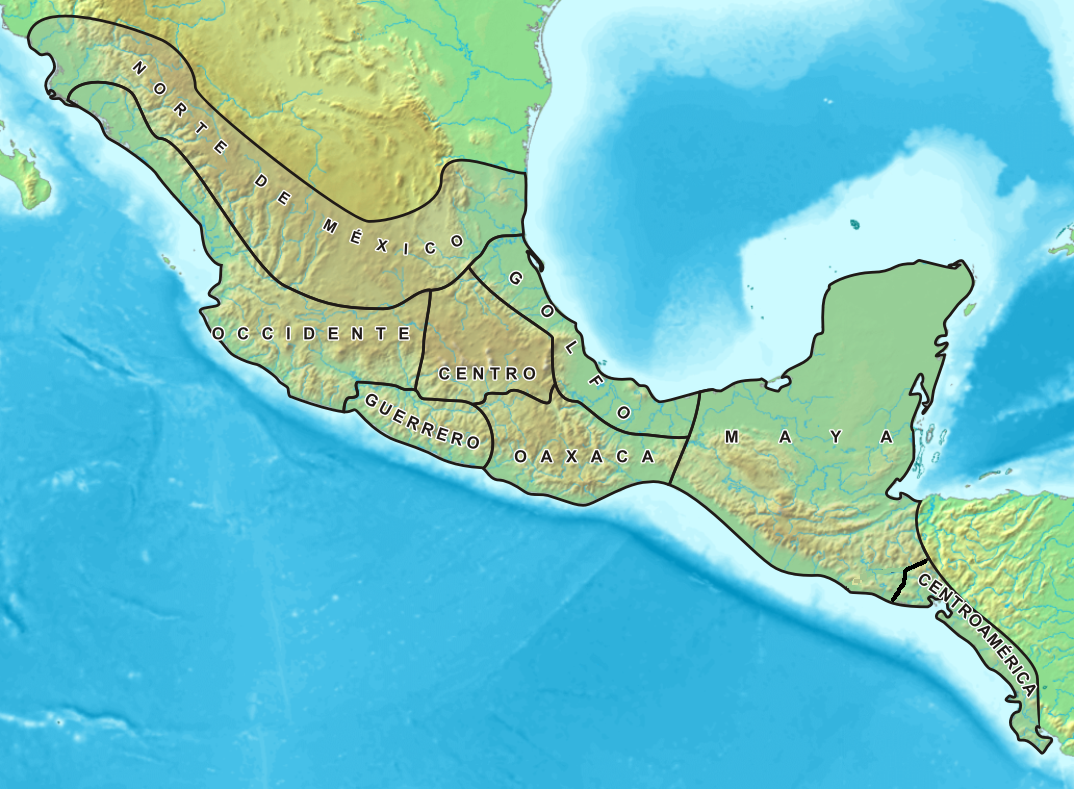
Regionen Mesoamerikas

Die Nordgrenze Mesoamerikas liegt ungefähr auf der Höhe des nördlichen Wendekreises mit einer Ausbuchtung nach Süden zwischen den beiden Kordilleren. Die Grenze wanderte mit wechselnden klimatischen Bedingungen. In regenreichen Phasen war Bodenbau möglich, so verschob sich die Grenze in nördliche Richtung. Die Ost- bzw. Südgrenze verlief je nach Zeitraum durch Nicaragua und Costa Rica oder aber durch El Salvador und Honduras. Die Nicarao sprachen eine Variante des Nawat Zentralamerikas, eine dem von den Azteken gesprochenen Nahuatl ähnliche Sprache und werden deshalb zu den Nahua gezählt. Sie bildeten zur Zeit der Conquista einen weit nach Osten verschobenen Vorposten, während der Großteil der archäologischen Befunde auf eine weiter im Westen zu ziehende Grenze schließen lässt.

## Geschichte

### Frühzeit
Um 20.000 v. Chr. besiedelten Menschen den mesoamerikanischen Raum. Erste Mammutjäger sind für 10.000 v. Chr. nachgewiesen. Die ältesten archäologischen Funde auf Yucatán datieren von 9000 v. Chr., die Funde von Los Tapiales (Guatemala) werden auf 8000 v. Chr. datiert.

### Archaische Periode
Um 7000 v. Chr. begann der Ackerbau, um 5000 v. Chr. wurde Mais als Kulturpflanze angebaut. Permanent besiedelte Dörfer sind 3500 v. Chr. wahrscheinlich. Jedoch sind sie erst für 2500 v. Chr. im größeren Umfang nachgewiesen. 3400 v. Chr. dienten Mais- und Bohnenkulturen als Nahrungsgrundlage. 3000 v. Chr. wurden ständig bewohnte Dörfer angelegt sowie Töpferei und Weberei entwickelt. Vorfahren der Maya vermischten sich 2500 v. Chr. in Guatemala mit der dortigen Urbevölkerung.

### Frühe Präklassik
1500 v. Chr. wurde der Maisanbau zur Lebensgrundlage für die Völker Mesoamerikas. Sie nutzten Obsidianwerkzeuge, auch Ocos-Keramik wurde an der Pazifikküste nachgewiesen. Um 1200 v. Chr. stieg die Olmekenkultur auf. Goldverarbeitung ist für 850 v. Chr. nachgewiesen.

### Mittlere Präklassik
Eine zapotekische Kultur gab es um 600 v. Chr. in Monte Albán. Um 400 v. Chr. wurde La Venta zerstört, die olmekische Kultur ging unter.

### Späte Präklassik
Um 400 v. Chr. gab es eine Izapakultur an der mexikanischen Pazifikküste. Erste datierbare Stelen der Maya wurden 125 v. Chr. erschaffen. Das früheste Datum der Langen Zählung (Stele 2 in Chiapa de Corzo, Chiapas, Mexiko) ist 36 v. Chr. Um 100 n. Chr. begann der Bau der ersten Stufenpyramide in Teotihuacán.

### Klassik

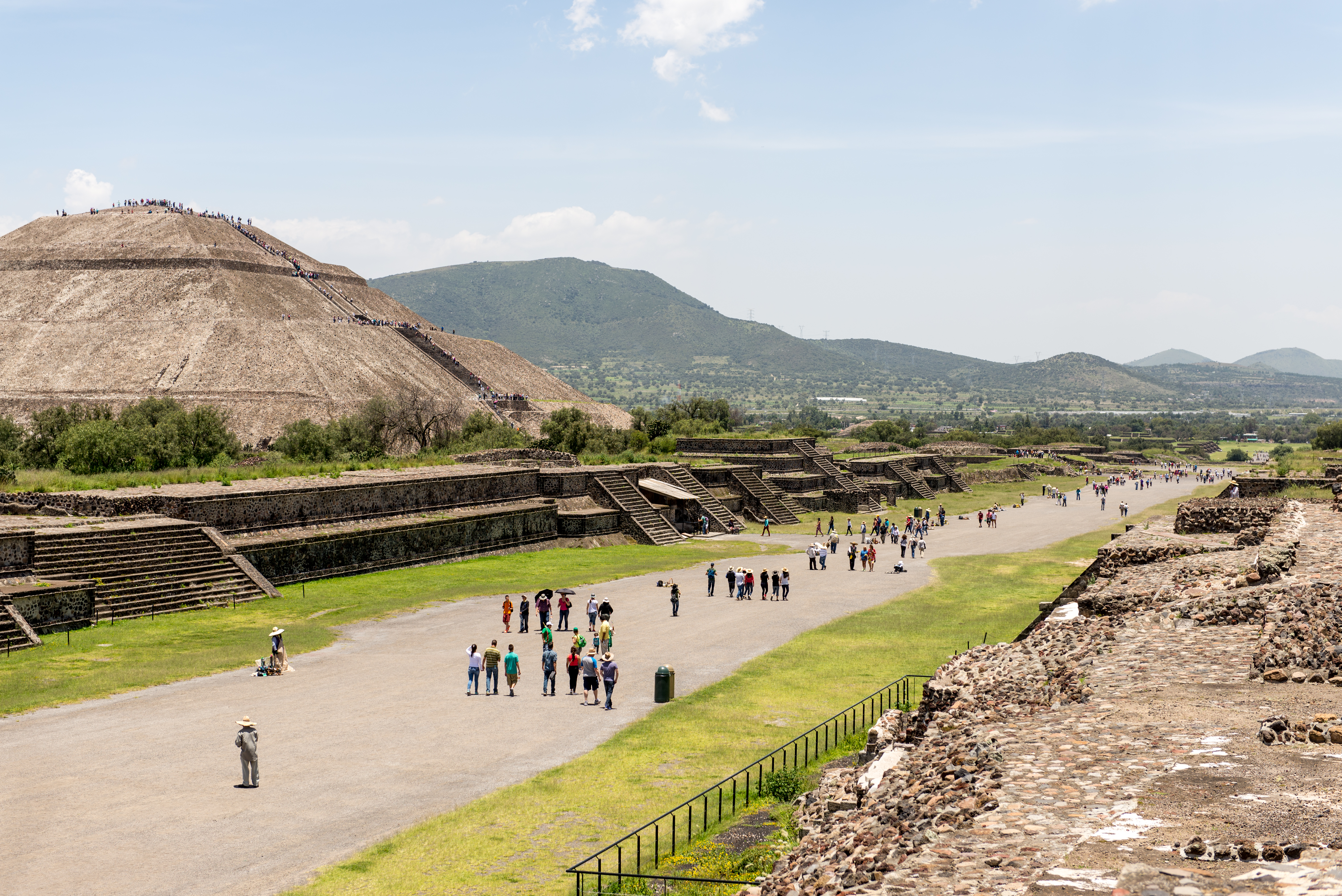
Teotihuacán

Um 200 datiert der Baubeginn der Sonnenpyramide von Teotihuacán, die Mondpyramide von Teotihuacán wurde ab 250 erschaffen. In dieser Zeit wurden auch die großen Maya-Städte Tikal, Palenque, Copán und Yaxchilán gegründet. Auf 292 datiert die früheste in der Langen Zählung datierte Stele in Tikal. Um 300 war die Blütezeit von Teotihuacán, das 400 die Maya unterwarf.

### Mittlere Klassik
Die Zeit um 500 ist die Blütezeit der Zapoteken. 540 wurde Bonampak gegründet. Kriege zwischen Tikal und Calakmul fanden 550 statt. Der Niedergang von Teotihuacán geschah um 600.

### Späte Klassik
799 findet sich die letzte Datierung von Palenque, 822 die von Copán. Die letzte Datierung von Tikal ist 879, die von Uxmal und Toniná 909.

### Frühe Postklassik
Tula wurde 950 gegründet. 987 wurde Quetzalcoatl aus Tula vertrieben. Im gleichen Jahr wurde Chichén Itzá erobert. 1007 wurde Mayapán gegründet. Um 1140 lebten Azteken im Tal von Mexiko. Mit der Zerstörung Tulas durch die Chichimeken 1168 ging das Toltekenreich nieder.

### Späte Postklassik
1221 gründeten Chichén Itzá, Mayapán und Uxmal die Liga von Mayapán. Die Itzá übernahmen 1224 die Regentschaft über Chichén Itzá von den Tolteken. 1335 wurde Tenochtitlán gegründet. Die Mixteken siedelten 1350 bei Monte Albán. Tenochtitlán, Texcoco und Tlacopán bildeten 1428 den aztekischen Dreibund. 1441 beendete eine Revolte die Liga von Mayapán. Die Itzá verließen Chichén Itzá, Mayapán wurde zerstört. Bei der Einweihung des Templo Mayor in Tenochtitlán wurden 1487 innerhalb von vier Tagen mehr als 20.000 Menschen geopfert. 1511 landeten die Spanier an der Küste Yucatáns, der erste Kontakt von Europäern unter Juan de Grijalva mit den Azteken fand 1517 statt. 1521 eroberte Hernán Cortés Tenochtitlán. 1524 begannen die spanischen Versuche der Kolonisation Yucatáns.

1697 wurde Tayasal in Yucatán zerstört.

## Ethnische Religionen der Gegenwart

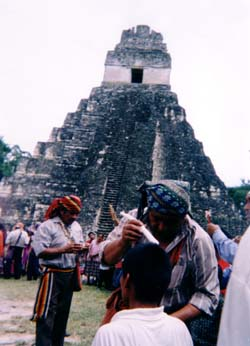
Ein Maya-Priester praktiziert eine Heilungszeremonie in den Ruinen von Tikal

(siehe auch: Religion der Azteken, Religion der Maya)
Die ethnischen Religionen Mittelamerikas sind bis heute stark von den alten Hochkulturen geprägt. Dabei sind zahlreiche unterschiedliche Synkretismusformen mit dem Christentum entstanden. S. A. Tokarew nennt in diesem Zusammenhang für Mesoamerika zwei Regionen mit jeweils selbständigen Kultzentren, die vor dem Eintreffen der Europäer bestanden. Gemeinsam war ihnen die Verbindung zwischen archaischen Formen –  wie sie in den religiösen Vorstellung der weniger urbanen Völker der Region vorkommen –, mit den komplizierten Formen des von lokalen Eroberern eingeführten Staatskultes mit seinen teils bizarren theologischen Systemen, die mitunter massenhafte Menschenopfer praktizierten und die neben der bäuerlichen Volksreligion bestanden, bis die Trägerstaaten untergingen. Diese zwei  alten Kultzentren waren:
1. Zentralmexiko mit den Azteken
2. Guatemala und Yucatan mit den Maya

Von dieser historischen Grundlage ausgehend sieht man heute von Norden nach Süden fortschreitend folgende religiöse Regionen mit ihren jeweils spezifischen archaischen Vorstellungen, hochkulturellen Einflüssen und christlich-katholischen Synkretismen.

### Nordmexikanische Kulturen

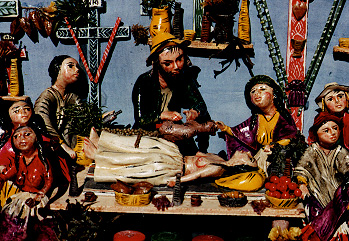
Ein Curandero (Mitte mit gelbem Hut) bei der Heilung eines Mädchens; hier relativ naiv dargestellt als peruanischer Altaraufsatz (Retabel) im volksreligiös-christlichen Rahmen

Alle nordmexikanischen Indianer sind heute formell Katholiken, von einigen kleineren Ethnien wie den Huichol und den Tarahumara einmal abgesehen. Allerdings haben selbst diese Gruppen christliche Vorstellungen und Rituale integriert. Vor allem bei den uto-aztekischen Indianern des Nordens finden sich traditionelle Elemente, die in Ausmaß und Erscheinungsform jedoch von Gruppe zu Gruppe stark schwanken. In den meisten dieser Gruppen gibt es einen Curandero (wörtlich: „Heiler“) genannten Medizinmann, der Geistheilungen und Fruchtbarkeitsmagie durchführt und überhaupt Beistand in Situationen leistet, in denen übernatürliche Hilfe vonnöten scheint. Der Curandero ist wie der Glaube an Hexerei praktisch im gesamten iberoamerikanischen Bereich verbreitet.

### Zentralamerikanische und karibische Kulturen
Nach der Herrschaft dieser alten Hochreligionen beendete das Christentum zumindest formell die Phase der traditionellen Glaubensvorstellungen. Vor allem in ländlichen und abgelegenen Gebieten ist für diese Völker aber ein recht oberflächliches bis synkretistisches Verhältnis zum Christentum typisch, wie es bereits für Nordmexiko beschrieben wurde. Insgesamt ist es den mittelamerikanischen indigenen Ethnien gelungen, ihre kulturelle Identität zu erhalten, und traditionelle Praktiken wie Heilmagie und Zauberei sowie die Verehrung von Naturphänomenen sind immer noch weit verbreitet.

## Geologische und meteorologische Auswirkungen auf die Kulturen der Region
Die Ausprägung der einzelnen Kulturen ist unter anderem auch von topographischen Unterschieden abhängig:
Zum einen variieren die Höhenlagen: Das Gebiet lässt sich einteilen in die Tierra caliente (bis 800 m), die Tierra templada (800–2000 m) sowie die Tierra fría (2000 bis Siedlungsgrenze bei 3000 m). Zum anderen bewirkt die Lage zwischen den Ozeanen eine Regenzeit im Sommer und Herbst und eine Trockenzeit im Winter und Frühling. Zudem fangen die Jahreszeiten von Süd nach Nord versetzt an. Diese Heterogenität im Landschaftsbild auf engstem Raum bietet sehr gute Voraussetzungen für arbeitsteilige Spezialisierung und wirtschaftlichen Austausch.
Allerdings ist die für die Anden charakteristische inselartige Aufteilung von ethnischen oder politischen Einheiten auf verschiedene Klimazonen zur optimalen Ausnutzung derer Potentiale in Mesoamerika nicht vorhanden gewesen.